# Hernialde
Hernialde is een gemeente in de Spaanse provincie Gipuzkoa in de regio Baskenland met een oppervlakte van 4 km². Hernialde telt 321 inwoners (1 januari 2016).